# Bordj Bou Arreridj
Bordj Bou Arreridj (in arabo: برج بوعريريج) è una città dell'Algeria, capoluogo dell'omonima provincia.
Si trova a circa 200 chilometri ad est di Algeri, non distante da Hodnar Massif nella parte meridionale della catena di Kabylia, ad un'altitudine di circa 916 metri.
L'economia si basa essenzialmente sull'agricoltura e sulle foreste, con la presenza di piccole industrie. Bordj Bou Arreridj è ben collegata con gli altri centri urbani tramite la rete stradale e ferroviaria.